# 前川恭兵
前川 恭兵（まえがわ きょうへい、1992年6月9日 - ）は、大阪府藤井寺市出身の元プロ野球選手（投手）。右投右打。

## 経歴

### プロ入り前
小学1年から野球を始めると、4年時からは大阪平野富士ボーイズに所属した。
阪南大高時代は、1年時の夏から公式戦に登板。2年時の春では、府大会2回戦桃山学院高戦で自己最多の17奪三振を記録。夏は初戦で強豪・上宮太子高と当たり3失点で敗れたが、秋は16強に進出。3年時の夏は、右肘の怪我の影響で登板機会が無いままチームが敗退した。
2010年のドラフト会議で、埼玉西武ライオンズから4巡目で指名。契約金3000万円、年俸600万円（金額は推定）という条件で入団した。背番号は69。

### プロ入り後
2011年には、高校時代に痛めた右肘のリハビリに専念。8月24日に東京ヤクルトスワローズとのイースタン・リーグ公式戦でプロ初登板を果たしたが、1死を取っただけで4点を失った。シーズン通算では、同リーグ公式戦4試合に登板。防御率5.40という成績で、勝敗は付かなかった。
2012年には、一・二軍とも公式戦への登板機会がないまま、10月31日に球団から支配下選手登録の解除を通告。11月16日には、育成選手として再び契約したことや、背番号を121に変更することが球団から発表された。
2013年にも、公式戦への登板機会がなかった。シーズン終了後には、育成選手に関するNPBの規約に沿った自由契約選手としての公示（10月31日）を経て、育成選手としての再契約（11月18日）に至った。
2014年には、3年振りにイースタン・リーグで公式戦に復帰。12試合の登板で、0勝2敗、防御率7.62という成績を残した。
2015年には、イースタン・リーグ公式戦4試合に登板。勝敗は付かなかったが、通算で4イニングを無失点に抑えた。8月8日からベースボール・チャレンジ・リーグ（BCリーグ）の武蔵ヒートベアーズへ派遣されたが、リーグ戦には6試合の登板で1勝3敗、防御率5.74という成績にとどまった。10月2日に球団から戦力外通告を受けたことを機に、現役を引退。

### 現役引退後
自身と同時に西武から戦力外を通告された林﨑遼・梅田尚通と共に、株式会社トラバース（かつてのチームメイトだったG.G.佐藤の実父が経営する測量会社）へ勤務し、3年間、同社の軟式野球部でもプレーした。
2019年5月より、母校である阪南大学高等学校硬式野球部のコーチに就任。

## 選手としての特徴・人物
長身から角度のある最速145km/hのストレートとキレの良いスライダー、落差のあるカーブを投げる。
藤井寺市出身であることから幼少時は大阪近鉄バファローズファンであり、二軍の試合を観戦するために藤井寺球場へ通う日々を送った。一方で松井稼頭央個人のファンであったことからライオンズにも好印象を抱いており、ドラフト指名された際は「好きな球団に入ることができて夢のような心境」であったと語っている。

## 詳細情報

### 年度別投手成績
- 一軍公式戦出場なし

### 独立リーグでの投手成績
| 年 度     | 球 団     | 登 板 | 勝 利 | 敗 戦 | セ 丨 ブ | 完 投 | 勝 率 | 投 球 回 | 打 者 | 被 安 打 | 被 本 塁 打 | 奪 三 振 | 与 四 球 | 与 死 球 | 失 点 | 自 責 点 | 暴 投 | ボ 丨 ク | 失 策 | 防 御 率 | W H I P |
| --------- | --------- | ----- | ----- | ----- | -------- | ----- | ----- | -------- | ----- | -------- | ----------- | -------- | -------- | -------- | ----- | -------- | ----- | -------- | ----- | -------- | ------- |
| 2015      | 武蔵      | 6     | 1     | 3     | 0        | 0     | .250  | 26.2     | 131   | 25       | 3           | 18       | 26       | 1        | 21    | 17       | 6     | 1        | 0     | 5.74     | 1.95    |
| 通算：1年 | 通算：1年 | 6     | 1     | 3     | 0        | 0     | .250  | 26.2     | 131   | 25       | 3           | 18       | 26       | 1        | 21    | 17       | 6     | 1        | 0     | 5.74     | 1.95    |

### 背番号
- 69 （2011年 - 2012年）
- 121 （2013年 - 2015年）
- 27 （2015年） ※武蔵ヒートベアーズでの背番号